# Кашмирская долина

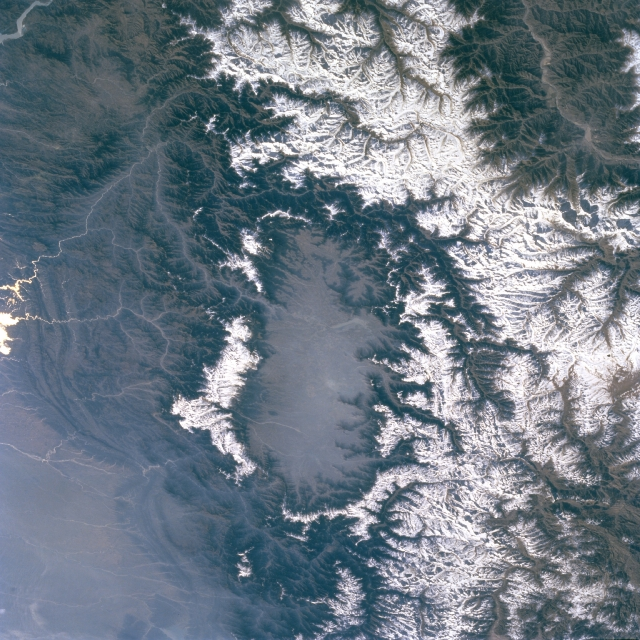
Фотография долины Кашмира со спутника.

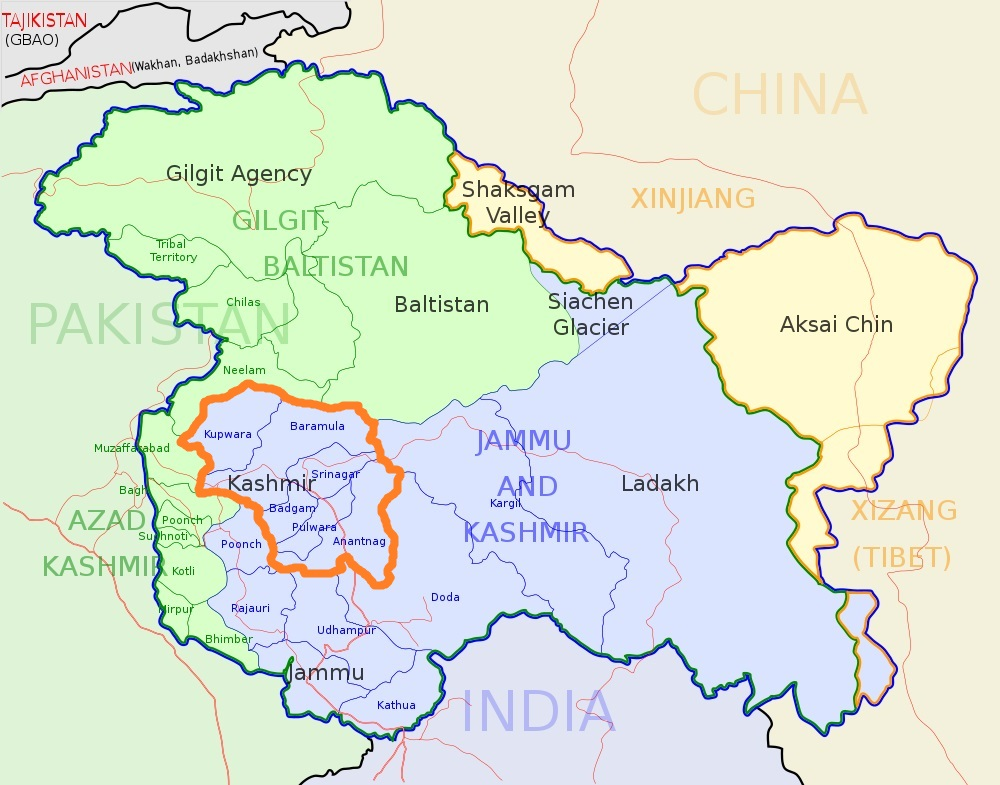
Долина Кашмира показана оранжевым.

Кашмирская долина (хинди कश्मीर वादी ) — долина между Гималаями и горной цепью Пир-Панджал. 
Она полностью находится в пределах индийской части союзной территории Джамму и Кашмир. 
Сринагар расположен в Кашмирской долине и является её главным городом, а также столицей союзной территории Джамму и Кашмир. Другие основные города: Анантнаг и Барамула. 
В долине не раз происходили стычки между повстанцами и индийскими вооружёнными силами.

## Характеристика
Площадь долины — 135 км в длину и 32 км в ширину, здесь протекает река Джелам. 
Долина соединена с остальной частью Индии через туннель Джавахар возле города Казигунд, а также национальной автодорогой 1А с Джамму (которая закрыта из-за снегопада в зимний период). 
Среди популярных туристических мест в долине — горнолыжные курорты Гульмарг и Пахалгам, озеро Дал, пещеры Амарнатх. 
Джахангир был впечатлён видом долины и назвал её «Раем на Земле».